# Amanda Warren
Amanda Warren (* 17. Juli 1982 in Coquille, Oregon) ist eine US-amerikanische Schauspielerin.

## Leben und Karriere
Amanda Warren stammt aus Coquille, im US-Bundesstaat Oregon, und wuchs in New York City auf, wo sie bis heute lebt. Bereits in jungen Jahren stand sie auf der Theaterbühne. Nach Abschluss der Schule besuchte sie die Tisch School of the Arts der New York University, die sie mit einem Bachelor of Fine Arts abschloss. Ihren Master erlangte sie an der Yale University.
Warren übernahm 2006 ihre erste Rolle vor der Kamera in einer Episode der Serie Das Büro. Es folgten Auftritte in Criminal Intent – Verbrechen im Visier, Good Wife, Rubicon, Gossip Girl, Detroit 1-8-7, The Closer oder Royal Pains. 2011 war sie mit einer kleinen Rolle in Der Plan erstmals in einer Spielfilm zu sehen. Weitere Filmnebenrollen folgten in 7 Psychos, Das Wunder von New York und Deep Powder, bevor sie 2014 als Lucy Warburton in der ersten Staffel der HBO-Serie The Leftovers in ihrer bislang wohl bekanntesten Rolle zu sehen war.
Neben weiteren Gastrollen im Fernsehen, darunter in Marvel’s Jessica Jones, This Is Us – Das ist Leben, Taken – Die Zeit ist dein Feind, House of Cards, Black Mirror und Navy CIS: New Orleans, übernahm sie auch größere Filmnebenrollen. So war sie 2017 als Denise Watson im oscarprämierten Film Three Billboards Outside Ebbing, Missouri zu sehen. Auch im Thriller Mother! und im Drama Roman J. Israel, Esq. – Die Wahrheit und nichts als die Wahrheit wirkte sie mit. 2018 übernahm sie als Jane Barbour eine Hauptrolle in der Serie The Purge – Die Säuberung . Ein Jahr darauf übernahm sie als Olivia Mason eine Nebenrolle in der finalen Staffel von Madam Secretary.
Ihr Privatleben schirmt sie größtenteils ab. Bekannt ist, dass sie verheiratet und Mutter von drei Kindern ist.

## Filmografie (Auswahl)
- 2006: Das Büro (The Office, Fernsehserie, Episode 2x22)
- 2008–2009: Criminal Intent – Verbrechen im Visier (Criminal Intent, Fernsehserie, 3 Episoden)
- 2009: Good Wife (The Good Wife, Fernsehserie, Episode 1x04)
- 2010: Law & Order (Fernsehserie, Episode 20x13)
- 2010: Rubicon (Fernsehserie, Episode 1x07)
- 2010: Gossip Girl (Fernsehserie, Episode 4x11)
- 2011: Detroit 1-8-7 (Fernsehserie, Episode 1x11)
- 2011: Der Plan (The Adjustment Bureau)
- 2012: The Closer (Fernsehserie, 2 Episoden)
- 2012: 7 Psychos (Seven Psychopaths)
- 2013: Das Wunder von New York (All Is Bright)
- 2013: Deep Powder
- 2013: Royal Pains (Fernsehserie, Episode 5x06)
- 2014: The Leftovers (Fernsehserie, 10 Episoden)
- 2015: Marvel’s Jessica Jones (Fernsehserie, Episode 1x13)
- 2017: This Is Us – Das ist Leben (This Is Us, Fernsehserie, Episode 1x16)
- 2017: Taken – Die Zeit ist dein Feind (Taken, Fernsehserie, 2 Episoden)
- 2017: House of Cards (Fernsehserie, Episode 5x02)
- 2017: Three Billboards Outside Ebbing, Missouri
- 2017: Mother!
- 2017: Roman J. Israel, Esq. – Die Wahrheit und nichts als die Wahrheit (Roman J. Israel, Esq.)
- 2017: The Brave (Fernsehserie, Episode 1x05)
- 2017: Black Mirror (Fernsehserie, Episode 4x06)
- 2017–2020: Navy CIS: New Orleans (Fernsehserie, 7 Episoden)
- 2018: Monsters and Men
- 2018: Power (Fernsehserie, 2 Episoden)
- 2018: The Purge – Die Säuberung (The Purge, Fernsehserie, 9 Episoden)
- 2019: Blindspot (Fernsehserie, Episode 4x11)
- 2019: Madam Secretary (Fernsehserie, 6 Episoden)
- 2019: FBI (Fernsehserie, Episode 2x10)
- 2019–2021: Dickinson (Fernsehserie, 13 Episoden)
- 2020: Bruderherz (Safety)
- 2021: Genius (Fernsehserie, Episode 3x01)
- 2021–2023: Gossip Girl (Fernsehserie, 7 Episoden)
- 2022–2023: East New York (Fernsehserie, 21 Episoden)
- 2023: Krieg der Bestatter (The Burial)
- 2025: The Night Agent (Fernsehserie, 10 Episoden)